# 103e Escadron de recherche et sauvetage
Le 103e Escadron de recherche et sauvetage est une unité de recherche et sauvetage de l'Aviation royale du Canada basée à la 9e Escadre Gander, sur l'île de Terre-Neuve. L'escadron, qui opère trois hélicoptères CH-149 Cormorants, couvre une large zone qui contient les eaux territoriales et limitrophes du Canada dans l'Océan Atlantique, les provinces maritimes, et certaines parties de la Côte-Nord. L'unité, très occupée en raison du volume d'appel deux fois la moyenne nationale, effectue souvent des sauvetages maritimes à des distances de plus de 350 kilomètres dans des conditions difficiles, utilisant la plateforme offshore Hibernia comme point de ravitaillement.

## Histoire
L'unité fut activée la première fois le 1er avril 1947 à Shearwater, en Nouvelle-Écosse, comme 103e Escadrille de recherche et sauvetage. Plus tard la même année, l'escadrille déménage à Greenwood. En 1950, elle est renommée Unité de sauvetage 103 puis se voit encore déménager, cette fois à Summerside, ou elle restera jusqu'à sa désactivation et son intégration au sein du 413e Escadron de transport et sauvetage lors de l'unification des Forces canadiennes en 1968. En 1977, l'unité est réactivée à l'aéroport de Gander pour répondre aux besoins croissants en matière de recherche et sauvetage dans la région. Elle est alors équipée du Boeing CH-113 Labrador.
En 2009, l'unité est l'hôte de SAREX 2009, un exercice annuel qui implique plusieurs organisations de recherche et sauvetage du Canada, avec la participation de l'United States Air Force et d'autres partenaires internationaux.